# Pigafetta
Pigafetta (Pigafetta (Blume) Becc.) – rodzaj roślin z rodziny arekowatych, czyli palm (Arecaceae). Obejmuje dwa gatunki. Pigafetta wyniosła P. elata jest endemitem wyspy Celebes w Indonezji, a P. filaris rośnie na Molukach i Nowej Gwinei.
Oba gatunki są pionierskie – nasiona kiełkują w przypadku dostępu światła – w efekcie palmy te spotykane są w lukach drzewostanu, na pogorzeliskach, porzuconych polach, na osuwiskach, na polach lawowych i brzegach rzek i obrzeżach lasów. Rosną do 1500 m n.p.m. Roczne przyrosty na wysokość sięgają 1,2 m. Ze względu na szybki wzrost sadzone są w formie reprezentacyjnych alei wzdłuż dróg na nowo budowanych osiedlach, uprawiane poza tym są jako ozdobne w parkach i na terenach rekreacyjnych. Długie kłodziny są cenionym materiałem konstrukcyjnym, dawniej stosowane były zwłaszcza do budowy rusztowań, wciąż wykorzystywane są do budowy domostw, mebli i posadzek.
Nazwa rodzaju upamiętnia podróżnika, uczestnika i kronikarza wyprawy dookoła świata Ferdynanda Magellana – Antonio Pigafettę.

## Morfologia
PokrójBardzo wysokie (osiągające 50 m wysokości), masywne i prosto rosnące palmy. Młode części pędu gęsto kolczaste w węzłach. Kolce są cienkie, elastyczne i długie. Międzywęźla na młodych częściach pędu nagie, gładkie i zielone, z wiekiem drewniejące i brązowiejące. Ślady liściowe okazałe. U nasady pnia często wyrastają ościste korzenie przybyszowe. Korowa część pędu bardzo twarda, z kolei rdzeń miękki.
LiściePierzastozłożone, silnie wygięte, skupione w pióropusz na szczycie pędu. Odpadają wraz z pochwami liściowymi – stąd pień gładki. Ogonek liściowy (prawdziwy obecny tylko u P. elata), pochwa liściowa i oś liścia pokryte są elastycznymi kolcami wyrastającymi w szeregach. Listki liczne, wydłużone, z pojedynczym, tęgim kilem, na brzegu z krótkimi ośćmi i długą ością na przedłużeniu żyłki centralnej. Jednolicie ubarwione z obu stron.
KwiatySkupione w kwiatostany wyrastające między liśćmi. Palmy te są dwupienne – na różnych osobnikach rozwijają się tylko kwiaty męskie albo żeńskie. Rozgałęzienia kwiatostanu są jedno i dwukrotne, te zakończone kwiatami w dolnej części są nagie (mają formę szypułek). Kwiaty męskie są symetryczne. Zawierają trójlistkowy zewnętrzny i taki sam wewnętrzny okółek okwiatu (listki okółka zewnętrznego są szerokie i krótkie, wewnętrznego dłuższe i węższe) oraz 6 pręcików. Kwiaty żeńskie kulistawe.
OwoceDrobne, jajowate pestkowce jednonasienne.

## Systematyka
Rodzaj klasyfikowany jest do monotypowego podplemienia Pigafettinae z plemienia Calameae i podrodziny Calamoideae w obrębie arekowatych Arecaceae.
Wykaz gatunków
- Pigafetta elata (Mart.) H.Wendl. – pigafetta wyniosła
- Pigafetta filaris (Giseke) Becc.